# ファッズ
株式会社ファッズは、居酒屋「新時代」などの飲食店の展開をする日本の企業。本社を愛知県に置く。

## 概要
2006年（平成18年）5月2日に佐野直史が創業した。飲食店6ブランド(居酒屋「新時代」、居酒屋「新時代44」、焼き鳥「鳥ぶら」、タイ料理「スコンター」、居酒屋「とんぺら屋」、韓国料理「ネスタル」)を直営店にて展開し、居酒屋「新時代」、居酒屋「新時代44」、居酒屋「酒場ブラジル」は、フランチャイズ本部を運営し、フランチャイズ店の展開も行っている。
2022年（令和4年）にグループ100店舗を達成。
日本国内に500店舗の飲食店の出店を目指す。
2011年（平成23年）3月4日には、登録番号第5395155号として「新時代」を商標登録。
2022年（令和4年）2月18日には、居酒屋「新時代」におけるフランチャイズ契約を締結した上場企業海帆に資金サポートを行っている 。
ファッズ創業者『佐野直史』が、9月4日は自身の誕生日でもある事から、『9月4日は串の日』と制定。

## 沿革
- 2008年（平成20年）9月25日 - 本社を岐阜県各務原市から愛知県安城市へ移転[10]。

- 2008年（平成20年）10月20日 - 株式会社ファッズ ワールドフードプランから株式会社ファッズへ社名変更[10]。

## 不祥事

### 景品表示法違反
飲食店情報サイトなどで消費税を含んでいないのに、税込み価格かのように表示したのは景品表示法違反（有利誤認表示）に当たるとして、消費者庁は2024年7月29日付でファッズに速やかな表示の取りやめや再発防止を求める措置命令を出したと発表した。同庁によると、同社は2023年6月から12月、運営する23都道府県105店舗の飲食物について、食べログで「税込み価格」としながら税抜き価格を表示した。2020年8月以降には、Twitter（現:X）で「税抜き」と書かずに税抜き価格を表示した。

## 特徴

### 社名の意味
ファッズ＝PHAD'S
P＝パートナー（仲間）
本気になれば本気で助け合える仲間が集まる。
H＝ハート（心）
素直な心が自分と仲間を成長させる。
A＝アゴーラ（今）
今動け！自分が動け！今動かぬは、先も動かぬ。
D＝ドリーム（夢）
自分の夢は必ず実現させろ。
S＝サノイズム（プロ意識）
自分は人を喜ばせて報酬を得るサービスのプロだ！

### 経営理念
食を通して世に貢献し、
私たち社員、そして私たちに関わる
全ての人が幸せになる事を目指す。—（株式会社ファッズ、公式ウェブサイトより）

### 行動指針
挨拶／挨拶をもって道を開き
感謝／感謝をもって道を整え
清掃／清掃をもって永代引き継ぐ—（株式会社ファッズ、公式ウェブサイトより）

## 展開ブランド

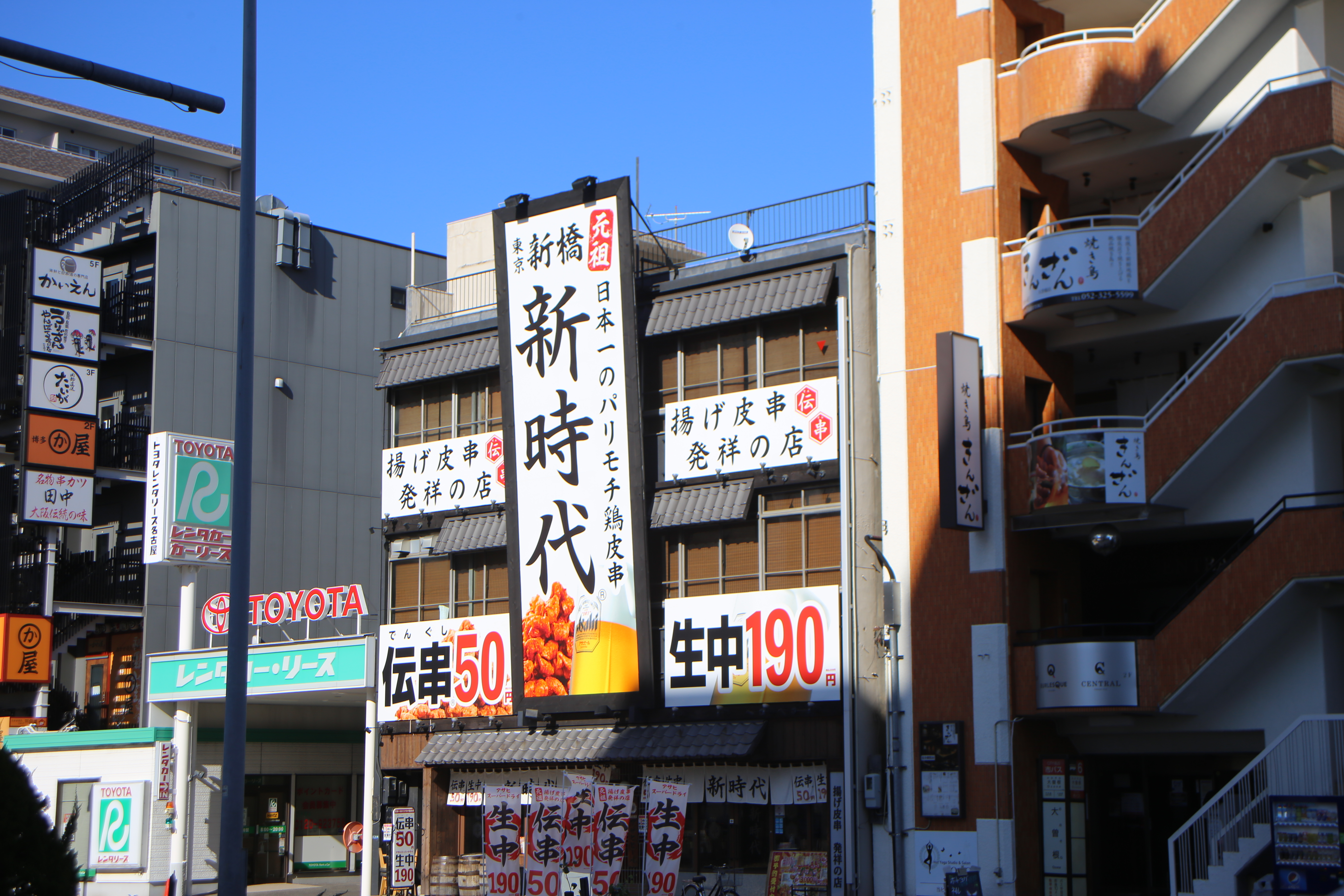
新時代
- 新時代 44
- 生串打ち 塩焼鳥 酒場ブラジル
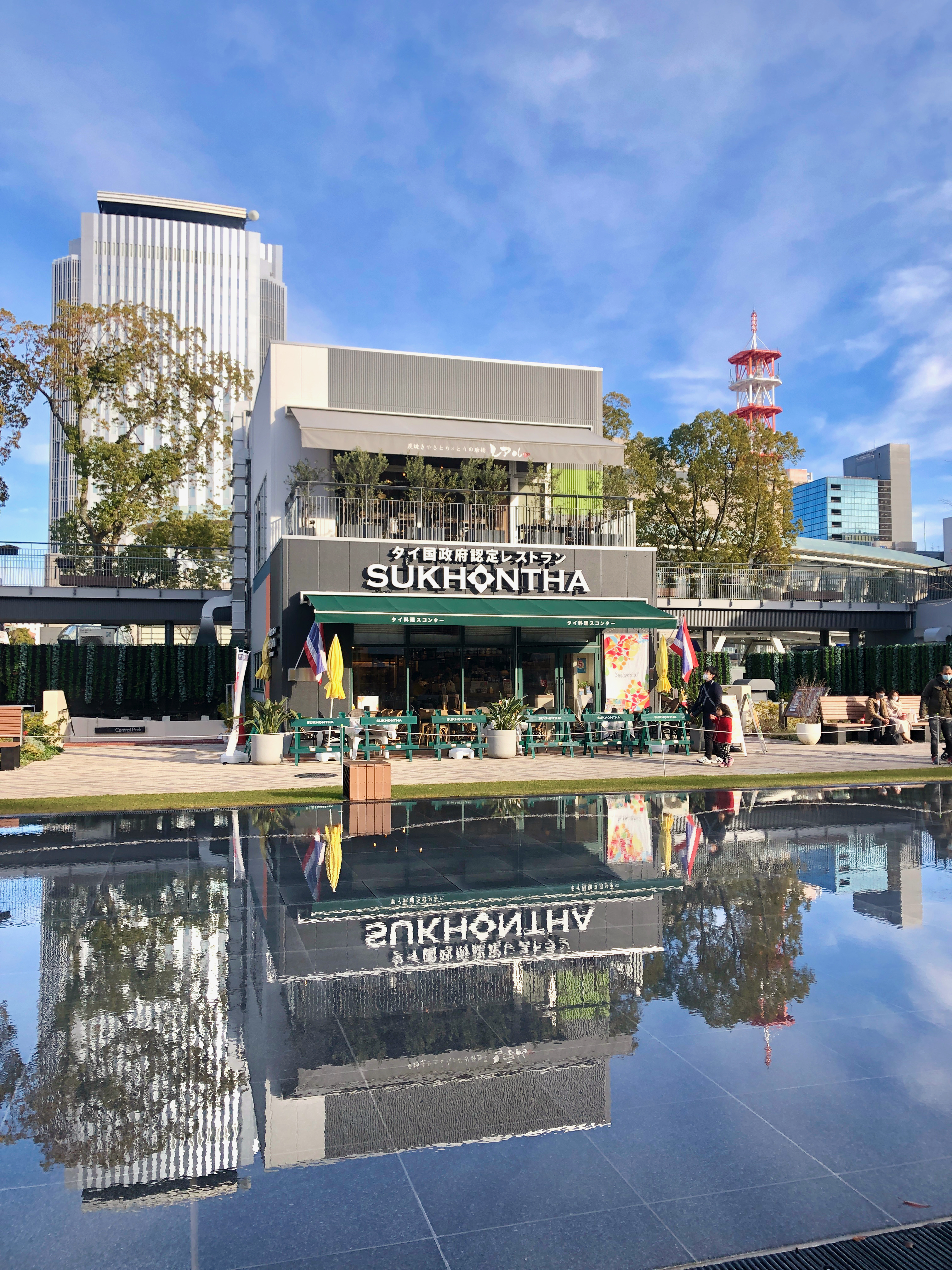
タイ王国商務省認定レストラン スコンター
- スコンター テイクアウト専門店
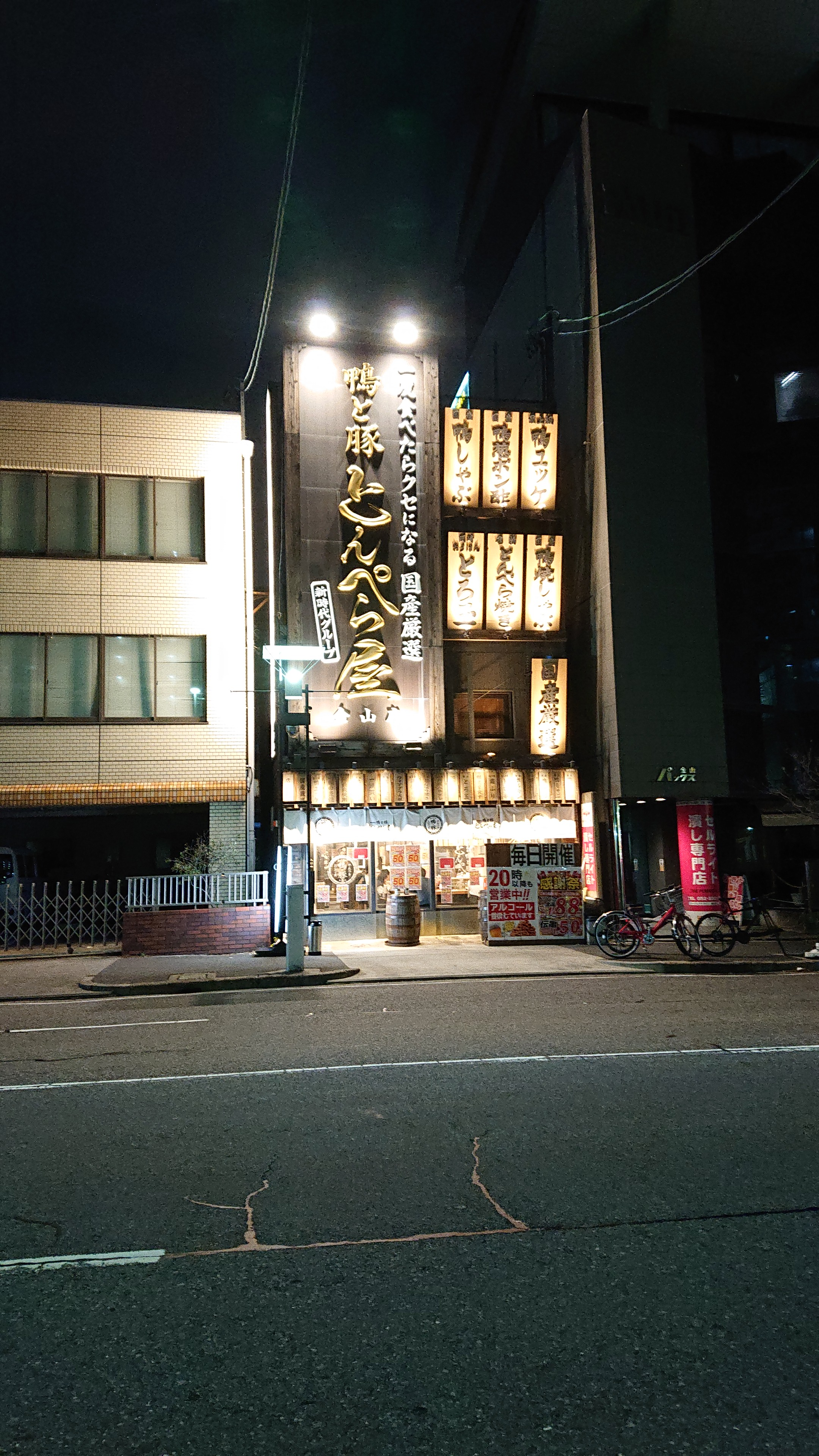
とんぺら屋
- コリアンキッチン ネスタル

- 新時代
- スコンター
- とんぺら屋